# Yueosaurus
Yueosaurus tiantaiensis
Genre
Espèce
Yueosaurus est un genre éteint de dinosaure ornithopode ayant vécu à cheval sur le Crétacé inférieur et le Crétacé supérieur.
Le genre est connu à partir de restes fossiles retrouvés dans la formation géologique de Liangtoutang (d) près de la ville de Tiantai, qui a donné son nom à l'espèce, dans la province du Zhejiang dans le Sud-Est de la Chine. Cette formation est datée due l'Albien et du Cénomanien, soit il y a environ entre 113,2 et 93,9 millions d'années.
Ce genre comporte une unique espèce, Yueosaurus tiantaiensis, décrite par Wenjie Zheng (d) et son équipe en 2012.

## Description
Yueosaurus est connu à partir d'un seul squelette partiel mais bien préservé. Le crâne manque.
Cet ornithopode herbivore avait une longueur totale estimée à 1,50 mètre.

## Publication originale
- (en) Wenjie Zheng, Xingsheng Jin, Masateru Shibata, Yoichi Azuma et Fangming Yu, « A new ornithischian dinosaur from the Cretaceous Liangtoutang Formation of Tiantai, Zhejiang Province, China », Cretaceous Research, Elsevier, vol. 34,‎ avril 2012, p. 208-219 (ISSN 0195-6671 et 1095-998X, OCLC 36935308, DOI 10.1016/J.CRETRES.2011.11.001).